# Ніва (Вісконсин)
Ніва (англ. Neva) — місто (англ. town) в США, в окрузі Ланґлейд штату Вісконсин. Населення — 846 осіб (2020).

## Демографія
Згідно з переписом 2010 року, у місті мешкали 902 особи в 369 домогосподарствах у складі 273 родин. Було 448 помешкань
Расовий склад населення:
| - 97,8 % — білих - 0,3 % — корінних американців - 0,1 % — чорних або афроамериканців - 0,1 % — азіатів - 1,1 % — осіб інших рас |

До двох чи більше рас належало 0,6 %. Частка іспаномовних становила 1,6 % від усіх жителів.
За віковим діапазоном населення розподілялося таким чином: 21,0 % — особи молодші 18 років, 62,1 % — особи у віці 18—64 років, 16,9 % — особи у віці 65 років та старші. Медіана віку мешканця становила 46,2 року. На 100 осіб жіночої статі у місті припадало 106,9 чоловіків;  на 100 жінок у віці від 18 років та старших — 108,5 чоловіків також старших 18 років.
Середній дохід на одне домашнє господарство  становив 68 075 доларів США (медіана — 60 625), а середній дохід на одну сім'ю — 76 631 долар (медіана — 73 750). Медіана доходів становила 48 125 доларів для чоловіків та 36 250 доларів для жінок. За межею бідності перебувало 12,4 % осіб, у тому числі 24,2 % дітей у віці до 18 років та 7,5 % осіб у віці 65 років та старших.
Цивільне працевлаштоване населення становило 474 особи. Основні галузі зайнятості: освіта, охорона здоров'я та соціальна допомога — 20,9 %, роздрібна торгівля — 14,6 %, сільське господарство, лісництво, риболовля — 13,7 %.